# Deutsche Gesellschaft für Nachhaltiges Bauen
Die Deutsche Gesellschaft für Nachhaltiges Bauen – DGNB e. V., englisch German Sustainable Building Council, ist eine Non-Profit- und Nichtregierungsorganisation, deren Aufgabe es ist, Wege und Lösungen für nachhaltiges Planen, Bauen und Nutzen von Bauwerken zu entwickeln und zu fördern.
Im Zentrum ihrer Arbeit stehen der Auf- und Ausbau eines Zertifizierungssystems für nachhaltige Bauten sowie die Vergabe eines Gütesiegels Nachhaltiges Bauen in den Qualitätsstufen Platin, Gold, Silber und Bronze (wobei Bronze nicht für Neubauten vergeben wird). Im September 2015 hat die DGNB die Auszeichnungslogik bei der Zertifizierung von Gebäuden und Stadtquartieren erneuert. Die höchste Bewertungsstufe ist seitdem das Platin-Zertifikat. Die Gesellschaft wurde 2007 von 16 Organisationen aus der Bau- und Immobilienwirtschaft gegründet. 2022 erreichte die DGNB mit der 2000. Mitgliedsorganisation einen Meilenstein.
Von 2008 bis 2014 veranstaltete der Verein den internationalen Kongress Consense mit angeschlossener Fachmesse, auf dem Themen im Bereich des nachhaltigen Bauens diskutiert wurden. Im August 2015 wurde bekannt, dass Kongress und Fachmesse nicht mehr stattfinden.
Zu den Mitgliedern der DGNB zählen Architektinnen und Architekten, Ingenieurinnen und Ingenieure, Bauunternehmen und Bauausführende, Hersteller von Bauprodukten, Investoren, Bauherren, Eigentümer, Projektsteuerer, Betreiber, Ver- und Entsorgungsunternehmen, Mitglieder der Öffentlichen Hand und NGOs, Vertreter aus Wissenschaft und Prüfinstituten.

## Organisation

### Wurzeln und Leitbild
Das nachhaltige Bauen bezeichnet eine ökonomische und ökologische Differenzierung des bisher in Deutschland unter der Bezeichnung des Ökologischen Bauens verstandenen Begriffs und wurde maßgeblich aus diesen Konzepten entwickelt. Nachhaltigkeit und nachhaltige Entwicklung gehören zum Teil zu den Leitbildern der heutigen Gesellschaft.
Die Bau- und Immobilienwirtschaft sieht sich zum Teil in der Verpflichtung, zur nachhaltigen Entwicklung unserer Gesellschaft einen wichtigen Beitrag zu leisten, denn Gebäude verbrauchen nicht nur einen hohen Anteil natürlicher Ressourcen, sondern sie verursachen auch fast 40 % der weltweiten CO2-Emissionen. Ziel des nachhaltigen Bauens ist es, Ressourcen zu schonen und die Umwelt zu entlasten, die Qualität und den Wert von Gebäuden zu sichern sowie Bauwerke mit einem hohen sozialen Nutzen zu schaffen. Ökologische, ökonomische und soziale Ziele sollen im nachhaltigen Bauen gleichberechtigt berücksichtigt und umgesetzt werden. Hierfür wird der gesamte Lebenszyklus des Bauwerks, von der Planung bis zum Rückbau (Abbruch) betrachtet.

### Arbeit und Ziele
Vor dem Hintergrund, Planung, Bau und Betrieb von nachhaltigen Gebäuden voranzutreiben, gründeten Vertreter aus der Bau- und Immobilienwirtschaft im Juni 2007 diesen Verein. Der Verein fördert den Austausch von Informationen, Wissen und Erfahrungen über nachhaltige Architektur und bildet Auditoren für eigene Zertifizierungssysteme aus.
In ihrer Satzung verpflichtet sich der gemeinnützige Verein, der Allgemeinheit zu dienen und Wissenschaft und Forschung im Bereich Nachhaltigkeit zu unterstützen. Zusammen mit ihren Mitgliedern entwickelt die Gesellschaft das DGNB-Zertifikat kontinuierlich weiter, welches als Qualitätszeichen für nachhaltige Gebäude verliehen wird.

### Wissenstransfer
Mit der Unterstützung von rund 30 Mitgliedsunternehmen wurde die Geschäftsstelle des Vereins in Stuttgart 2014 zu einem Living Showroom des nachhaltigen Bauens ausgebaut, in dem Besuchern die Prinzipien des nachhaltigen Bauens vorgestellt werden.

### Mitglieder
Mit mehr als 2000 Mitgliedsorganisationen ist die DGNB Europas größtes Netzwerk für nachhaltiges Bauen. Aus allen Bereichen der Bau- und Immobilienwirtschaft und darüber hinaus engagieren sich Unternehmen, Verbände und andere Organisationen im Non-Profit-Verein. Hunderte Personen von diesen Mitgliedern unterstützen die Arbeit der DGNB zudem ehrenamtlich in Gremien oder dem DGNB-Expertenpool.

### Organe

#### Mitgliederversammlung
Mindestens einmal im Jahr kommen die Mitglieder zur Mitgliederversammlung zusammen, in der sie ihr Mitbestimmungsrecht ausüben. Dazu gehören u. a. die Wahl des Präsidiums sowie die Verabschiedung des Haushaltsplans oder Satzungsänderungen.

#### Präsidium
Das Präsidium wird durch die Mitglieder gewählt. Es repräsentiert den Verein nach außen und vertritt die Meinungen und Interessen gegenüber Dritten. Die Mitglieder des Präsidiums unterstützen und beaufsichtigen unterschiedliche Fachthemen innerhalb der DGNB. Sie sitzen den einzelnen Ausschüssen vor.
Das Präsidium ist zuständig für die Berufung und Abberufung von Ausschüssen. Es stellt Beiräte auf und benennt deren Mitglieder. Es bereitet mit Unterstützung der Geschäftsstelle die Mitgliederversammlung vor und setzt die dort gefällten Beschlüsse um. Letztlich prüft und veranlasst es den Haushaltsetat sowie die Geschäftsberichte. Es kümmert sich um alle Aufgaben rund um die Berufung, die Abberufung und Kontrolle der Geschäftsführung bis hin zum Abschluss von Anstellungsverträgen für die Geschäftsführung.

#### Geschäftsstelle
In der DGNB-Geschäftsstelle in Stuttgart sind alle Teilbereiche der DGNB ansässig: der DGNB e. V., die DGNB Akademie und die DGNB GmbH. Die Geschäftsstelle organisiert alle operativen Tätigkeiten der DGNB wie u. a. die Prüfung der Projektzertifizierung (GmbH) und die Ausbildung zum Auditor (DGNB Akademie). Zusätzlich steuert sie den gesamten Zertifizierungsprozess von der Projektanmeldung bis zur Zertifikatsverleihung und unterstützt das Präsidium bei der Durchführung der Mitgliederversammlung sowie die Ausschüsse bei deren Tätigkeit.

#### Verschiedenes
Für die inhaltlichen Aktivitäten und die Qualitätssicherung sind Zertifizierungsausschuss, Zulassungs- und Prüfungsausschuss und Fachausschuss sowie verschiedene Beiräte verantwortlich.

## Zertifizierungssystem
Mit dem Zertifikat werden Gebäude, Quartiere, Innenräume und Baustellen ausgezeichnet, die umweltfreundlich, wohngesund, ressourcenschonend, funktional und behaglich sind und sich in ihr sozio-kulturelles Umfeld integrieren.

### Methodik
Bei der Bewertung eines Gebäudes bezieht das DGNB-Zertifikat nicht nur ökologische, ökonomische und sozio-kulturelle Aspekte mit ein. Insgesamt wurden sechs Themenfelder definiert, die bei Planung und Bau eines nachhaltigen Bauwerks berücksichtigt werden müssen:
- Ökologische Qualität
- Ökonomische Qualität
- Sozio-kulturelle Qualität
- Technische Qualität
- Prozessqualität
- Standortqualität

Jedes Themenfeld beinhaltet spezielle Kriterien, die je nach Nutzungsprofil (abhängig von Bauwerkstyp, Neubau oder Bestandsbau und der Art der Nutzung) mit unterschiedlicher Gewichtung in die Gesamtbewertung einfließen. Grundsätzlich betrachtet das Zertifikat den gesamten Lebenszyklus eines Bauwerks. Je früher diese Kriterien in der Planungsphase berücksichtigt werden, desto konsequenter kann die zu erreichende Qualität eines Bauwerks beeinflusst werden.
Je nach Erfüllung der definierten Anforderungen erhält das Gebäude eine Auszeichnung in Bronze (ab einem Gesamterfüllungsgrad von 35 %, nur bei der Zertifizierung von Bestandsgebäuden und Gebäuden im Betrieb), Silber (ab einem Gesamterfüllungsgrad von 50 %), Gold (ab einem Gesamterfüllungsgrad von 65 %) oder Platin (ab einem Gesamterfüllungsgrad von 80 %). Zudem muss in die einzelnen Themenfelder ebenfalls ein Mindesterfüllungsgrad erreicht werden. Für Platin liegt dieser bei 65 %, für Gold bei 50 %, für Silber bei 35 %. Bei Bronze entfällt der Mindesterfüllungsgrad. Für eine Zertifizierung in Platin muss ein Projekt nicht nur 80 % aller DGNB-Anforderungen des jeweiligen Systems erfüllen, sondern auch alle Themenfelder zu jeweils mindestens 65 %.

### Nutzungsprofile
Das Zertifizierungssystem wird kontinuierlich für unterschiedliche bauliche Nutzungen und Varianten weiterentwickelt. Derzeit berücksichtigt das DGNB-System 29 unterschiedliche Nutzungen, darunter Büro- und Verwaltungsgebäude, Bildungsbauten, Hotelinnenräume oder Industriestandorte.
Bevor ein neues Nutzungsprofil entsteht, durchläuft es diverse Entwicklungsphasen. Zunächst werden in Vorbereitungsgruppen die Grundlagen für ein mögliches neues Nutzungsprofil geschaffen, wenn hierfür am Markt ein Bedarf festgestellt wurde. Die zuständigen DGNB-Gremien prüfen diese Grundlagen. Sind die Anforderungen für ein neues Nutzungsprofil erfüllt, beginnt die eigentliche Entwicklung des neuen Nutzungsprofils. In Arbeitsgruppen wird u. a. untersucht, welche Kriterien aus dem Kernsystem übernommen werden können und welche neu erarbeitet werden müssen. Ist ein neues Nutzungsprofil fertig, wird es in der Pilotphase an konkreten Projekten auf Praxistauglichkeit überprüft.

## Internationale Anwendung
Weltweit existieren verschiedene Zertifizierungssysteme, mit denen die Nachhaltigkeit eines Gebäudes bewertet werden kann, z. B. LEED in den USA, BREEAM in Großbritannien, HQE in Frankreich oder CASBEE in Japan. Das weit verbreitete LEED und die anderen Systeme bewerten jedoch vor allem die ökologische Nachhaltigkeit eines Gebäudes, d. h., sie zertifizieren, wie umweltfreundlich und ressourcenschonend ein Gebäude ist. Das DGNB-Zertifikat geht in der Bewertung darüber hinaus und bezieht neben dem vollständigen Lebenszyklus eines Gebäudes im Sinne der Nachhaltigkeit ökologische, ökonomische und sozio-kulturelle Faktoren mit ein und berücksichtigt auch technische sowie Prozess- und Standortqualität.
Das DGNB-Zertifikat lässt sich an veränderte technische und gesellschaftliche Entwicklungen anpassen und bezieht auch länderspezifische Unterschiede wie klimatische Bedingungen oder gesetzliche und bauliche Vorgaben in die Bewertung ein. Bei der Anwendung im Ausland adaptiert die DGNB das Zertifizierungssystem je nach Notwendigkeit an die entsprechenden regulatorischen, klimatischen oder kulturellen Gegebenheiten. Dabei arbeitet die DGNB eng mit lokal ansässigen Institutionen zusammen, um das Zertifizierungssystem anwendbar zu machen. Eine besonders enge Kooperation besteht mit den sogenannten Systempartnern, die in ihren Ländern auch die Konformitätsprüfung bei der Zertifizierung übernehmen. Dies sind:
- Green Building Council Denmark (DK-GBC)
- Österreichische Gesellschaft für eine nachhaltige Immobilienwirtschaft (ÖGNI)
- Schweizer Gesellschaft für eine nachhaltige Immobilienwirtschaft (SGNI)
- Green Building Council España (GBCe)
- Croatia Green Building Council (CGBC)

Die Österreichische Gesellschaft für Nachhaltige Immobilienwirtschaft (ÖGNI) nutzte als erste die Möglichkeit der Systemadaption. Die DGNB-Partnerorganisation wurde im Herbst 2009 gegründet. Nachdem das deutsche DGNB-System entsprechend den gesetzlichen Vorgaben und Normen Österreichs verändert wurde, zeichnete die ÖGNI im Januar 2010 als erstes Gebäude das Österreich-Haus bei den Olympischen Spielen in Vancouver mit einem DGNB-Vorzertifikat in Silber aus. Die Schweizer Gesellschaft für Nachhaltige Immobilienwirtschaft (SGNI) wurde 2010 gegründet und verlieh im Januar 2012 ihre ersten DGNB-Zertifikate.
Darüber hinaus stellt die DGNB für alle Länder eine internationalisierte Version des DGNB-Systems bereit und ermöglicht damit das Zertifizieren weltweit ohne große Anpassungen. Es basiert auf den aktuellen europäischen Normen und Standards.